# Parki narodowe na Seszelach

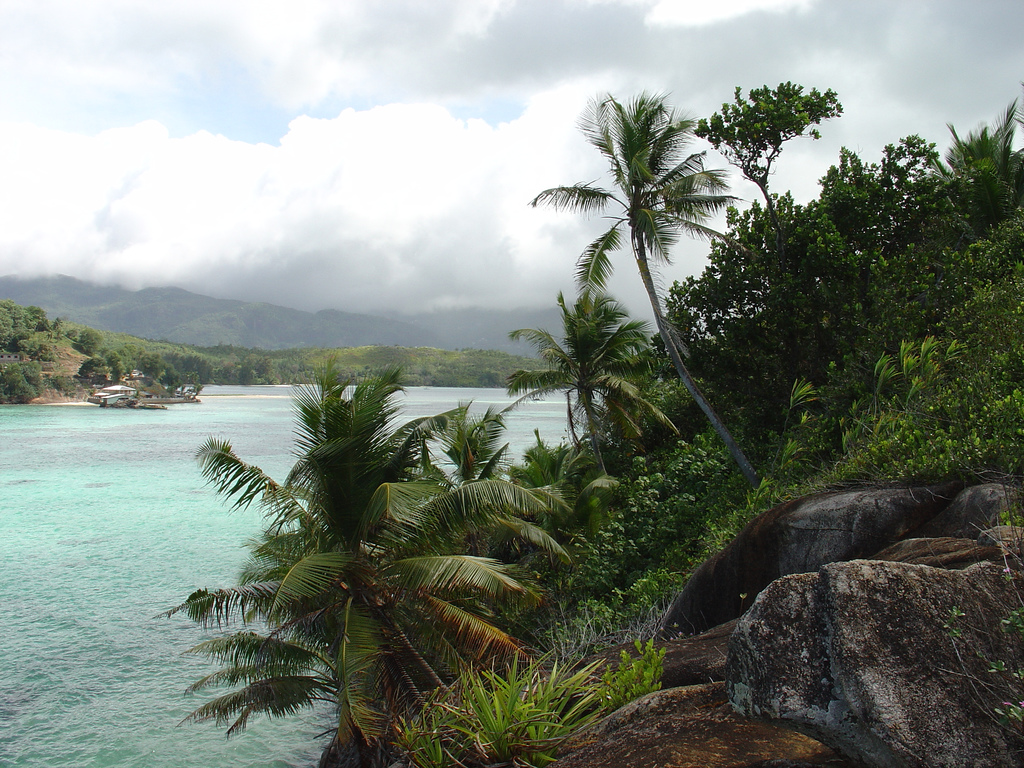
Moyenne Island w Morskim Parku Narodowym Sainte Anne

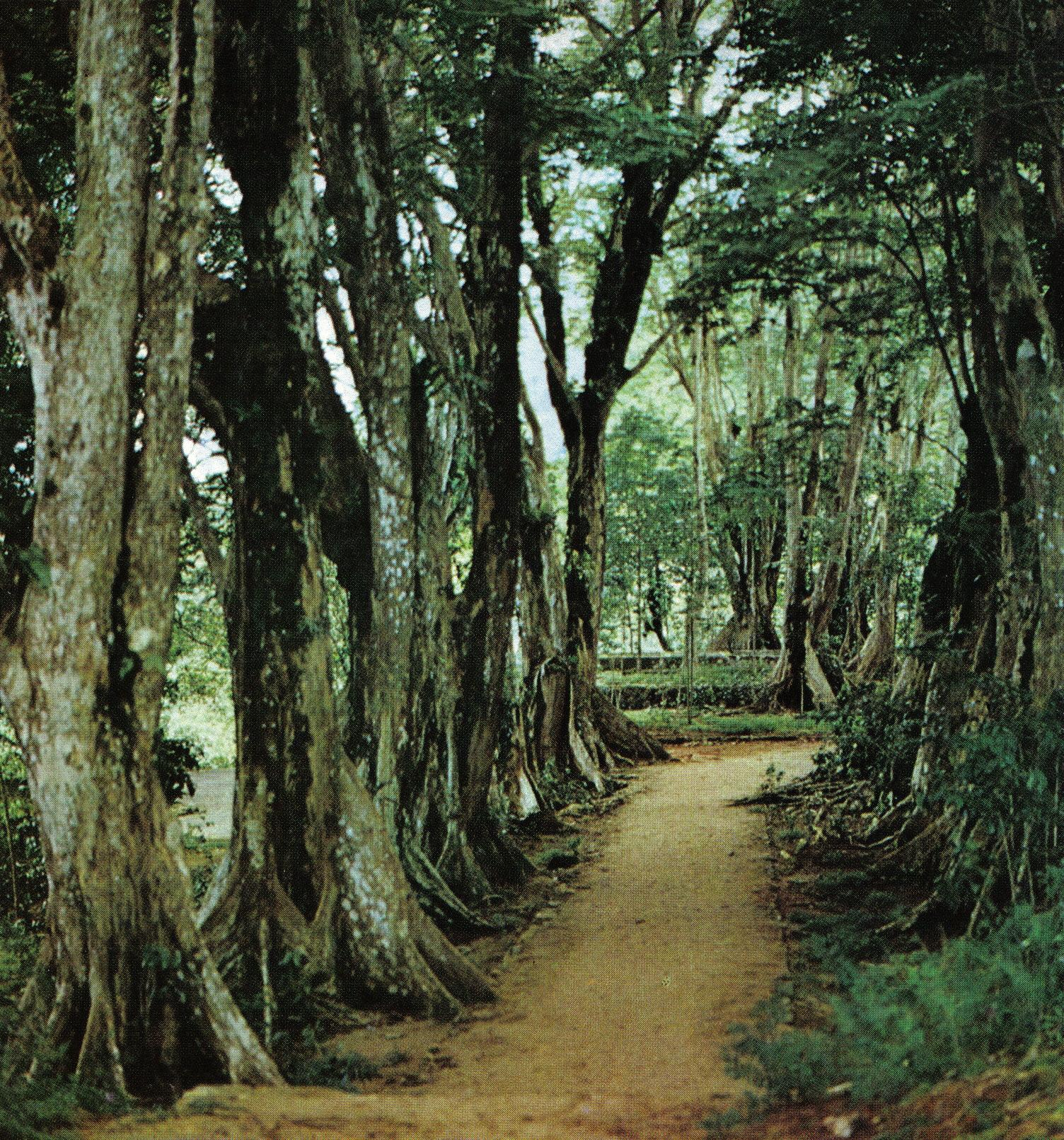
Ścieżka w Parku Narodowym Morne Seychellois

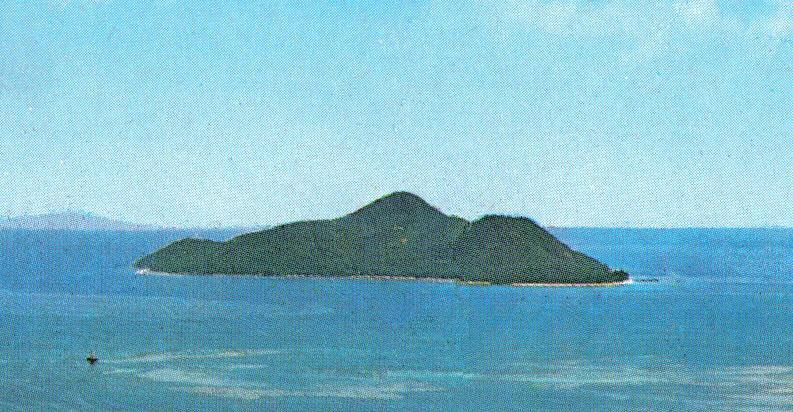
Sainte Anne – widok z wyspy Mahé

Na Seszelach znajdują się trzy lądowe parki narodowe i pięć narodowych parków morskich. Wszystkie są administrowane i zarządzane przez Seychelles National Environment Commission (SNEC), która podlega Ministerstwu Środowiska.

## Parki narodowe

### Lądowe
- Park Narodowy Morne Seychellois
- Praslin National Park
- Park Narodowy Silhouette

### Morskie
- Morski Park Narodowy Baie Ternay
- Morski Park Narodowy Curieuse
- Morski Park Narodowy Ile Coco
- Morski Park Narodowy Port Launay
- Morski Park Narodowy Sainte Anne